# Caroline Ransom Williams
Caroline Louise Ransom Williams, geborene Caroline Louise Ransom, (* 24. Februar 1872 in Toledo (Ohio); † 1. Februar 1952 ebenda) war eine US-amerikanische Ägyptologin und Klassische Archäologin und eine der ersten Frauen überhaupt auf dem Gebiet der Ägyptologie.

## Leben, Werdegang und Leistungen

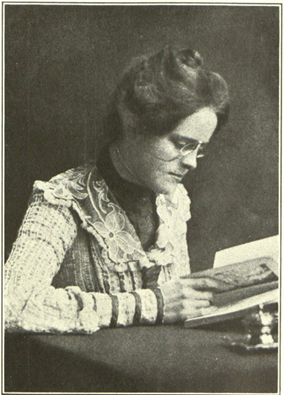
Ransom im Jahr 1908

Caroline Ransom, aus einer wohlhabenden Methodistenfamilie in Toledo stammend, besuchte das Lake Erie College und das Mount Holyoke College, wo sie 1896 den BA erwarb. Besonderen Einfluss auf sie übte ihre Tante Louise Fitz Randolph aus, die am Mount Holyoke College Archäologie und Kunstgeschichte lehrte. Mit dieser unternahm sie eine Reise durch Europa und Ägypten, wo ihr Interesse an der Ägyptologie geweckt wurde. Sie studierte daraufhin von 1898 bis 1900 als erste Frau in Amerika Ägyptologie an der University of Chicago bei James H. Breasted und erlangte im Jahr 1900 den AM. Im selben Jahr ging sie an die Universität Berlin, wo sie Ägyptologie bei Adolf Erman studierte. Nach ihrer Rückkehr nach Chicago wurde sie 1905 mit einer Arbeit zu antiken Möbeln promoviert. Von 1905 bis 1910 lehrte sie als Assistant Professor am Bryn Mawr College. 1909 wurde Ransom als erst fünfte Frau (korrespondierendes) Mitglied des Deutschen Archäologischen Instituts. Von 1910 bis 1916 war sie als Assistant Curator am Department of Egyptology des Metropolitan Museum of Art in New York angestellt. Hier wirkte sie an der Erschließung und der Publikation der Bestände mit, sie war u. a. Mitautorin des Handbuches der ägyptischen Sammlung des Museums von 1911. 1916 kehrte sie nach Toledo zurück und heiratete den Immobilien-Entwickler Grant Williams. Im Winter 1916/17 bearbeitete sie die kleinen ägyptischen Sammlungen des Cleveland Museum of Art und des Minneapolis Institute of Art, 1918 die ägyptischen Bestände des Toledo Museum of Art. Von 1917 bis 1924 war sie von ihrem Wohnsitz Toledo aus als Kurator der ägyptischen Bestände der New-York Historical Society tätig, die sie katalogisierte. 1926/27 nahm sie auf Einladung Breasteads am Projekt der Universität Chicago zur Erforschung der Inschriften in Luxor teil und arbeitete am Totentempel Ramses III. in Medinet Habu. 1927/28 lehrte sie kurzzeitig als erster Lecturer in Egyptian Art and Archaeology an der University of Michigan. 1932 publizierte sie für das Metropolitan Museum das Grab des Per-Neb und 1935/36 wirkte sie am Projekt der Publikation der Sargtexte im Ägyptischen Museum in Kairo mit.

## Veröffentlichungen (Auswahl)
- Studies in ancient furniture. Couches and beds of the Greeks, Etruscans, and Romans. University of Chicago Press, Chicago 1905 (Digitalisat).
- Mitautorin: Handbook to the Egyptian Rooms. The Metropolitan Museum of Art, New York 1911 (Digitalisat).
- The Stele of Mentu-weser. The Metropolitan Museum of Art, New York 1913.
- The New York Historical Society Catalogue of Egyptian Antiquities, Numbers 1–160. Gold and silver jewellery and related objects. New York Historical Society, New York 1924 (Digitalisat).
- The Decoration of the Tomb of Per-neb. The Technique and the Color Conventions. The Metropolitan Museum of Art, New York 1932.